# Chugach Mountains
Die Chugach Mountains sind ein ca. 500 km langer, in Ost-West-Richtung verlaufender Gebirgszug im südlichen Alaska am Golf von Alaska. Sie bilden den nördlichsten Teil der nordamerikanischen Küstengebirge und entstanden entlang einer Subduktionszone.
Die Chugach Mountains sind das jüngste Gebirge Alaskas. Sie haben eine Ausdehnung von 50.319 km² und erstrecken sich 242 km in nordsüdlicher und 468 km in ostwestlicher Richtung. Der höchste Berg ist der Mount Marcus Baker mit 4016 m.
Die Schutzgebiete Chugach State Park und Chugach National Forest sind Teil der Chugach Mountains. Richardson und Seward Highway kreuzen das Gebirge.
Der Name „Chugach“ hat seinen Ursprung in dem Eskimo-Volk „Chugachmiut“ und wurde zunächst auf Russisch als „Chugatz“ und „Tchougatskoi“ aufgezeichnet. 1898 benannte W. R. Abercrombie, ein Captain der United States Army, das Gebirge ausgehend davon als Chugach Mountains.
Von Geologen werden die Gebirge der Kodiak-Insel, der Kenai-Halbinsel mit den Chugach Mountains bisweilen zur physiographischen Einheit Kodiak-Kenai-Chugach zusammengefasst.

## Flora und Fauna
Die Waldgrenze liegt in den Chugach Mountains bei 600 m. In Vegetationszonen von Wald bis zu alpiner Tundra wachsen unter anderem Hemlocktannen, Papier-Birken, Sitka- und Weiß-Fichten, an den dem Cook Inlet zugewandten Hängen auch Traubenholunder.
In höheren Lagen leben Dall-Schafe und Schneeziegen, in den Tundraregionen Arktische Ziesel, Eisgraue Murmeltiere und Pikas. Außerdem gibt es Schwarz- und Braunbären, Elche, Rotfüchse, Kanadische Luchse, Nordamerikanische Baumstachler, Schneehühner und Steinadler.

## Berge der Chugach Mountains
- Mount Marcus Baker (4016 m)
- Mount Thor (3816 m)
- Mount Valhalla (3699 m)
- Mount Tom White (3411 m)
- Mount Steller (3236 m)
- Mount Goode (3234 m)
- Mount Gannett (3048 m)
- Mount Gilbert (2938 m)
- Mount Muir (2318 m)
- Mount Palmer (2115 m)
- Flattop Mountain (1070 m)
- Eagle Peak (2119 m)
- Polar Bear Peak (2016 m)